# Stelis emarginata
Stelis emarginata là một loài thực vật có hoa trong họ Lan. Loài này được (Lindl.) Soto Arenas & Solano mô tả khoa học đầu tiên năm 2002.

## Hình ảnh

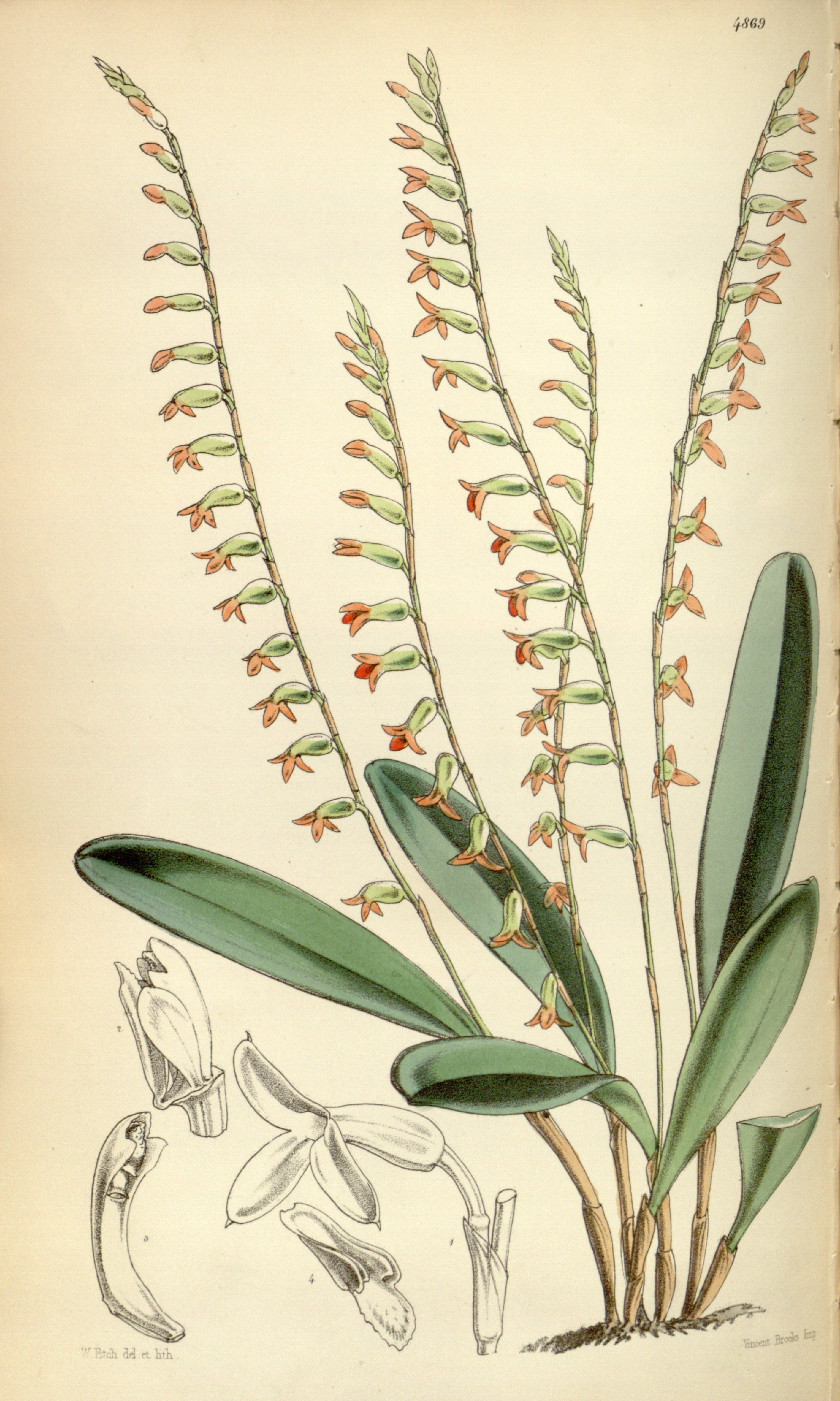